# 日本精神保健福祉士養成校協会
一般社団法人日本精神保健福祉士養成校協会（にほんせいしんほけんふくししようせいこうきょうかい）は、精神保健福祉士養成施設によって結成されている団体。略称は「精養協」「JASCPSW」。2017年4月に日本社会福祉教育学校連盟と日本社会福祉士養成校協会とともに日本ソーシャルワーク教育学校連盟に統合され解散。

## 沿革
- 2004年11月27日 - 設立
- 2009年4月1日 - 一般社団法人化

## 活動内容
精神保健福祉士養成施設間の相互の連絡、教育・研究の振興、その他本会の目的を達成する為必要な事項など。

## 加盟校
- 精神保健福祉士養成施設を参照。